# Komor Marcell

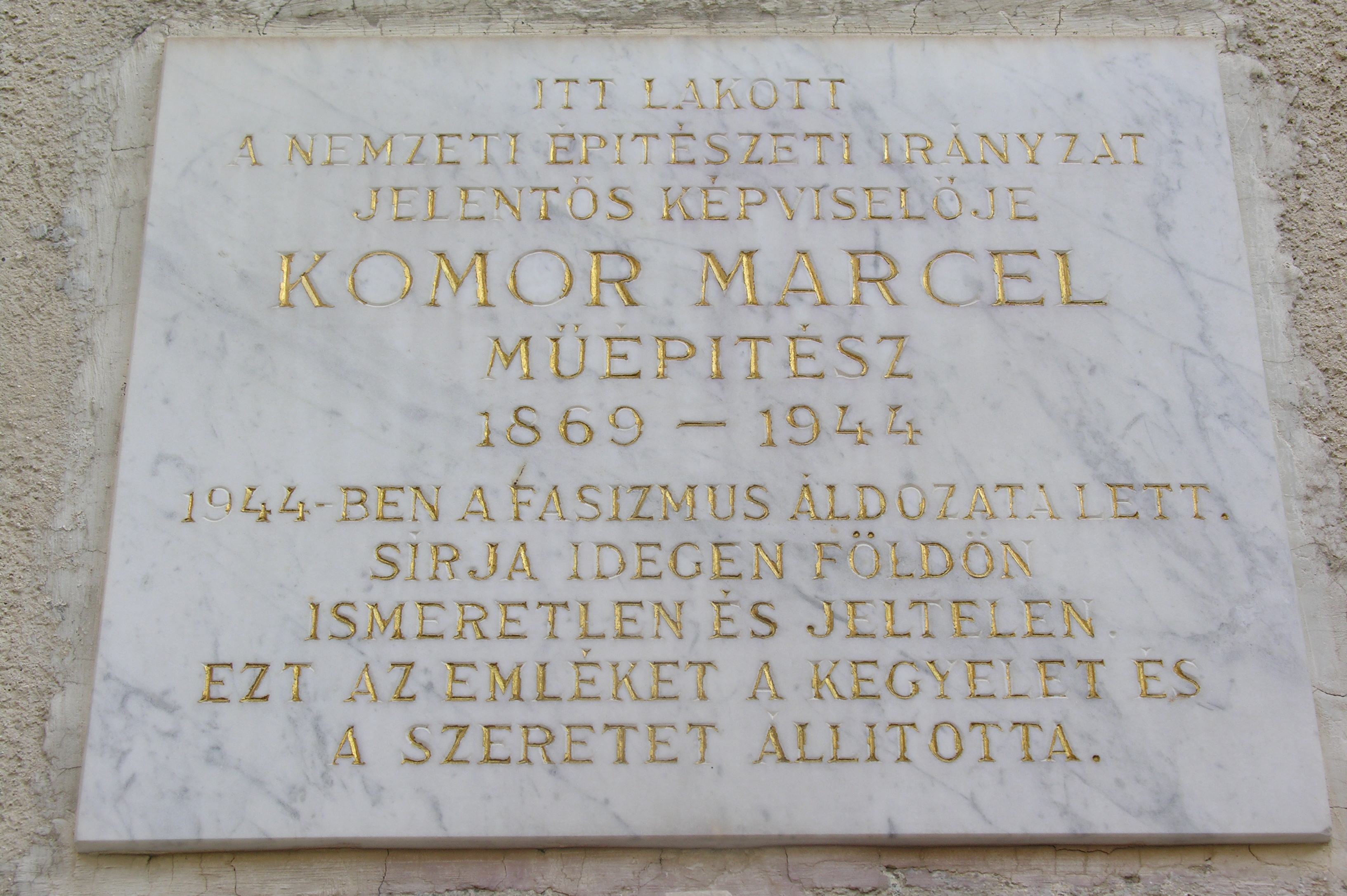
Komor Marcell emléktáblája egykori lakhelyén, a II., Keleti Károly utca 31/a szám alatt

Komor Marcell (született Kohn; Pest, 1868. november 7. – Sopronkeresztúr, 1944. november 29.) magyar építész, Jakab Dezsővel együtt a Lechner Ödön által kezdeményezett nemzeti szecessziós irányzat nagy alakja.

## Családja
Édesapja Kohn Salamon rabbi, édesanyja Eibuschitz (Eibenschütz) Lujza volt. Szüleinek hét gyermekük született: Izidor, Siegfrid, Arnold, Gyula, Kamilla, Regina és Marcell. Nyolcadikként fölneveltek még egy fogadott fiút is, aki később Újlaki Pál néven Vilma holland királynő batáviai orvosa lett. Komor Marcell lett a család legnevesebb tagja.

## Életpályája
Diplomáját 1891-ben szerezte a Műegyetemen. Czigler Győző, majd Hauszmann Alajos irodájában dolgozott, aztán Lechner Ödönnél kapott munkát, ahol szerepet vállalt az Iparművészeti Múzeum belső kialakításában és a Földtani Intézet első díjas tervének elkészítésében. 1897-ben közös irodát nyitott Jakab Dezsővel, amely 1923-ig működött. Életének ez volt a legsikeresebb korszaka, társával együtt több pályázatot nyertek, és terveiket nagyrészt meg is valósították.
Terveztek lakóépületeket (Székesfővárosi kislakásos bérház, 1909–10, Hegedűs Gyula utca 94.), középületeket (Szentesen a Petőfi Szállót és a Vigadót 1898–99-ben, a szabadkai zsinagógát, 1902-ben, Marosvásárhelyen a Kultúrpalotát és a városházát, 1907–09-ben, Nagyváradon a Fekete Sas Szállót 1907–08-ban, Szabadkán városházát 1908–10-ben stb.) A középületeken túlmenően számos magánbérházat is alkottak. Az Országos Társadalombiztosító Intézet Fiumei úti épületét már 1912-ben kezdték tervezni, de a végső 1930-as kiépítésben már Sós Aladár is részt vett (a tornyot a megbízhatatlan bauxitbeton-tartalma miatt 1967-ben elbontották). 1930 után építészete már a modernista irányzatok felé fordul. Ezt bizonyítja a fiával, Komor Jánossal közösen készített villa a Budapest II., Árvácska utca 4. szám alatt.
Publicisztikai tevékenysége is jelentős: ő alapította 1901-ben a kéthetente megjelenő Vállalkozók Lapját, melynek főszerkesztőjeként – a millenniumra utaló Ezrey álnéven – szinte minden számába írt is, cikkeiben hitet téve szellemi mesterétől, Lechner Ödöntől vagy kollégájától, Kós Károlytól örökölt és továbbfejlesztett építészeti alaptétele mellett, miszerint a modern magyar építészet csak a nemzeti motívumok, a hagyományos formák és a korszerű technológiák ötvözésével bontakozhat ki. A húszas évek végén János fiának adta át a Vállalkozók Lapját, amelyből Borbíró (Bierbauer) Virgil szerkesztésében hamarosan kinőtt a magyar avantgárd építészet neves folyóirata, a Tér és Forma.
1944-ben Komor Marcellt elhurcolták. A Német Birodalomhoz tartozó Ausztriában a nácizmus áldozata lett.
„A házat negyvennégy nyarán csillagos házzá nyilvánították. Rengetegen költöztek falai közé. Komor Marcell a házban maradt. November közepén aztán elindult, hogy a Falk Miksa utcában meglátogassa Kamilla nővérét. A nyilasok gyalog hajtották el Nyugat felé. A mai Ausztria területén, Sopronkeresztúrnál (Deutschkreutz) ölték meg. 76 éves volt.”

## Művei
Jakab Dezsővel tervezett épületei és tervpályázatai:
- 1890–1900. Szentes. Petőfi szálloda és színházterem. Pályázat: I. díj és kivitel.
- 1898. Párizsi Világkiállítás magyar pavilonja 1900. Pályázat: II. díj.
- 1898–1900. Szolnok. Gorove utca 5 (ma: Kossuth Lajos u. 5.). Szolnoki Mezőgazdasági Takarékpénztár székháza. Pályázat: megvétel. Épült: 1899–1900
- 1899. Szeged. Zsinagóga. Pályázat: megvétel.
- 1899. Budapest, Árú és Értéktőzsde. Pályázat.
- 1900. Budapest, VI. Csengery utca 76. Lakóház.
- 1901. Szabadka, Zsinagóga. Pályázat: I. díj. és kivitel: 1902.
- 1901. Pécs. Postaigazgatóság. Pályázat: III. díj.
- 1902. Pozsony. Kereskedelmi és Iparkamara. Pályázat: I. díj.
- 1902. Budapest-Kossuth Mauzóleum Pályázat (Vedres Márk szobrásszal)
- 1903. Budapest, XIII. Radnóti Miklós utca 4–6. Lakóház (átalakítva)
- 1903. Pozsony. Vásárcsarnok pályázat.
- 1904. Kiskunfélegyháza. Központi iskola. Pályázat: II. díj (Gesztesi Mihállyal)
- 1905. Budapest. Sáros-fürdő. Pályázat: megvétel (Márkus Gézával) [halott link]
- 1904–1907. Kecskemét (Széchenyi tér 7.), Kossuth tér 4. Iparos otthon. Pályázat: I. díj és kivitel (Ma: Ifjúsági Otthon).
- 1905. Budapest. Szabadság-szobor. Pályázat (Márkus Gézával és Kallós Ede szobrásszal)
- 1905. Kiskunhalas. Szálloda. Pályázat: Megosztott I. díj (Márkus Gézával)
- 1905–1906 Nagyvárad. Patriotilor utca 4–6. Adorján-házak
- 1905. Nagyszalonta. Városháza. Pályázat: II. díj.
- 1905. Marcali zsinagóga (átépítve)
- 1905. Marosvásárhely. Városháza. Pályázat: I. díj
- 1906–1907. Közigazgatási Palota, Marosvásárhely (1910, felépült 1911–1913)
- 1906–1907. Kecskemét. Iparosotthon Jakab Dezső társaságában.
- 1906. Nagyvárad. Kereskedelmi és Iparkamara. Pályázat: I. díj.
- 1906. Nagyvárad. Fekete Sas Szálloda. Pályázat: I. díj. Kivitel: 1907–1908
- 1906. Nagyvárad. Takarékpénztár. Pályázat: II. díj.
- 1906. Pozsony. Városi vigadó és zenepalota
- 1907. Szabadka, Városháza (felépült 1908–1910)
- 1907. Szabadka. Kereskedelmi Bank Rt.
- 1907. Budapest. Munkásbetegsegélyező Székház. Pályázat: Megvétel.
- 1908. Budapest, I. Döbrentei tér lakóház (elpusztult)
- 1908. Bécs. Hadügyminisztérium. Pályázat: III. díj.
- 1908. Temesvár. Kereskedelmi Bank.
- 1908–1909. Szolnok. Kereskedelmi Bank és Takarékpénztár (elpusztult)
- 1908–1909. Nagyvárad. Stern-palota
- 1908–1909. Budapest, VI. Benczúr utca 47. Liget szanatórium. [halott link]
- 1909. Palics. Vigadó épülete. A park, tó felőli főbejáratánál áll.
- 1909–1910. Budapest, VI. Színyei Merse utca 21. Lefèvre ház
- 1909–1910. Budapest, II. Keleti Károly utca 29–31. Komor és Jakab saját irodája és lakóháza
- 1909–1910. Budapest, VIII. Hegedüs Gyula utca 94. Kislakásos bérház.
- 1910. Marosvásárhely. Maros-Torda Vármegye székháza. Pályázat: I díj. [halott link]
- 1910. Déva, színház.
- 1910. Budapest, VIII. Rákóczi út 43. Palace-szálló
- 1910. Budapest kerületi munkásbiztosító pénztár. Tervpályázat: I. díj. [halott link]
- 1911. Budapest Bank Rt. palotája. Tervpályázat: megvétel. [halott link]
- 1911. Budapest, VII. Dózsa György út 84. Park szanatórium (lebontották)
- 1911. a volt Népopera, (ma: Erkel Színház (Márkus Géza terveinek felhasználásával,
- 1911–1913. Marosvásárhely Kultúrpalota,
- 1911–1913. Budapest, VIII. Fiumei út 19. Budapest Kerületi Munkásbiztosító Székháza (Soós Aladárral). A tornyot 1967-ben elbontották.
- 1912. Budai Zsinagóga. Pályázat. [halott link]
- 1912–1914. Murány, I. Ferdinánd bolgár cár palotája. Pályázat: I. díj és kivitel.[9]
- 1913. Budapest Nemzeti Színház [halott link]
- Tóparti nyaralók (Palics)

Komor Jánossal tervezett épület:
- 1931. Budapest, II. Árvácska utca 4. (egykor: Rézmál dűlő) lakóépület

Önálló munkái:
- 1934. Budapest, IX. Ferenc körút 7., belső átalakítások

### Lapszerkesztőként
- 1901-től 1914-ig a Vállalkozók Lapja felelős szerkesztője (egyes források szerint főszerkesztője) volt. Vezércikkeit Ezrey álnéven jegyezte. Néhány cím Ezrey álnéven megjelent cikkeiből: Magyar pallérstílus, Budapesti stílus, Kultusz és művészet, Budapest stílus, A mérnökök művészete, Modern építészet, Pesti bérházépíttetők, Tervpályázat-nyomoruság, Tátray Lajos, A Hungária fűrdő, Huszka-Lechner. Wagner Budapesten, Márkus Géza, Lechner Ödön.
- Komor Marcell: Lechner Ödön (Építőipar 1900) A Vállalkozók Lapja jubileumi albuma. Szerkesztette és a címszavak nagy részét Komor Marcell írta 1930-ban.
- Számos cikke jelent meg a Pesti Hírlapban.

## Képgaléria

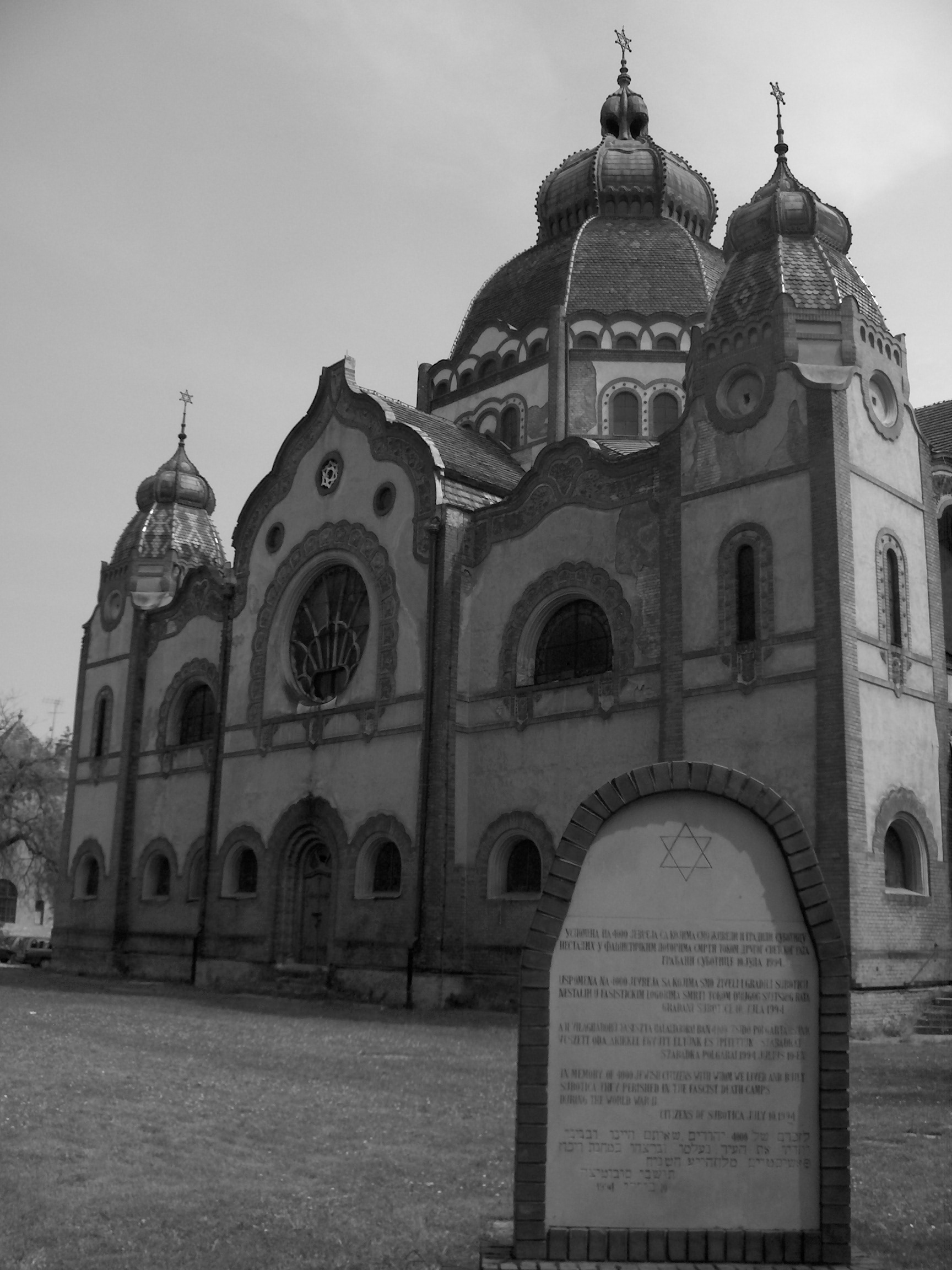
Szabadka. Zsinagóga 1901–1902
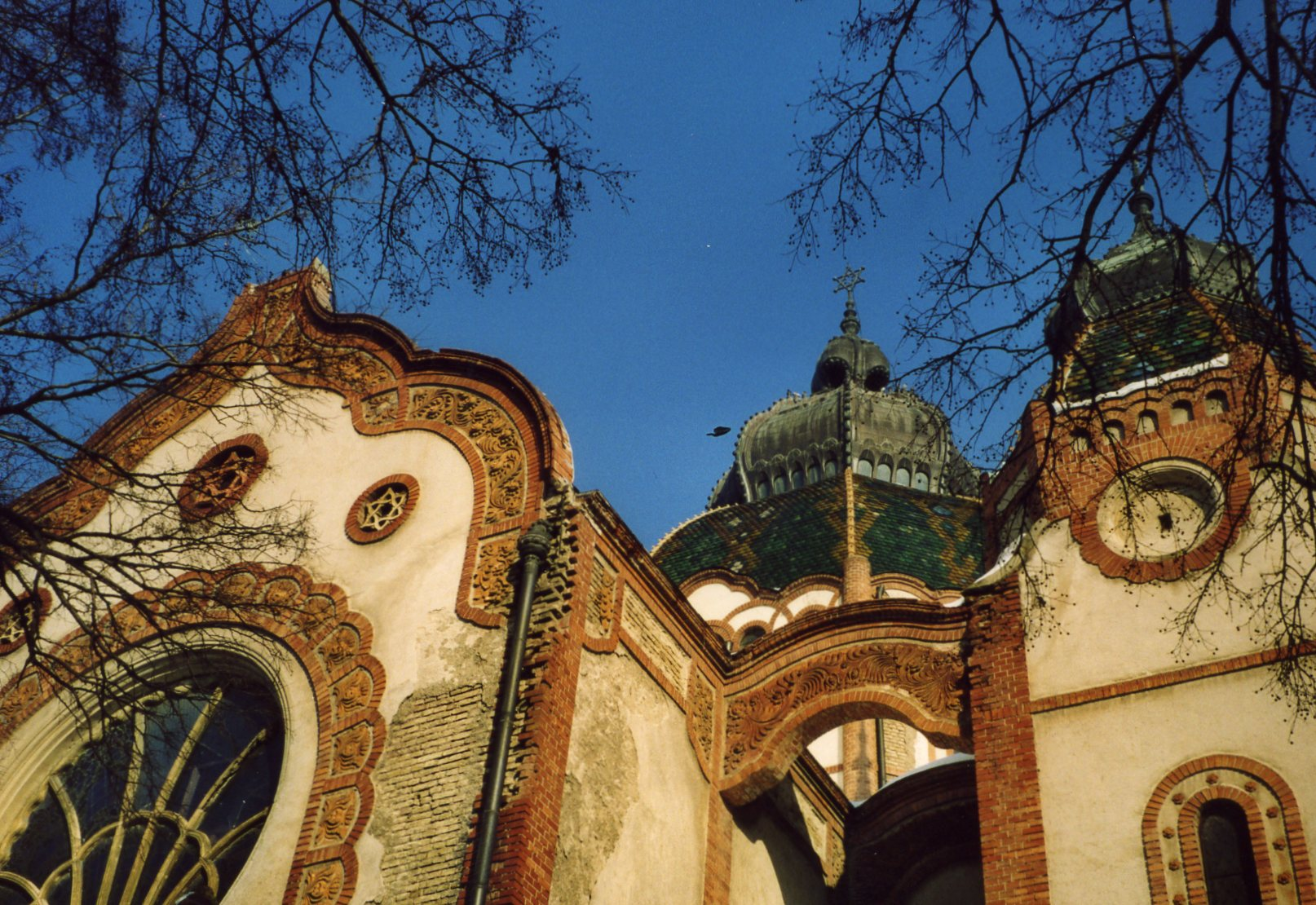
Szabadka. Zsinagóga részlet
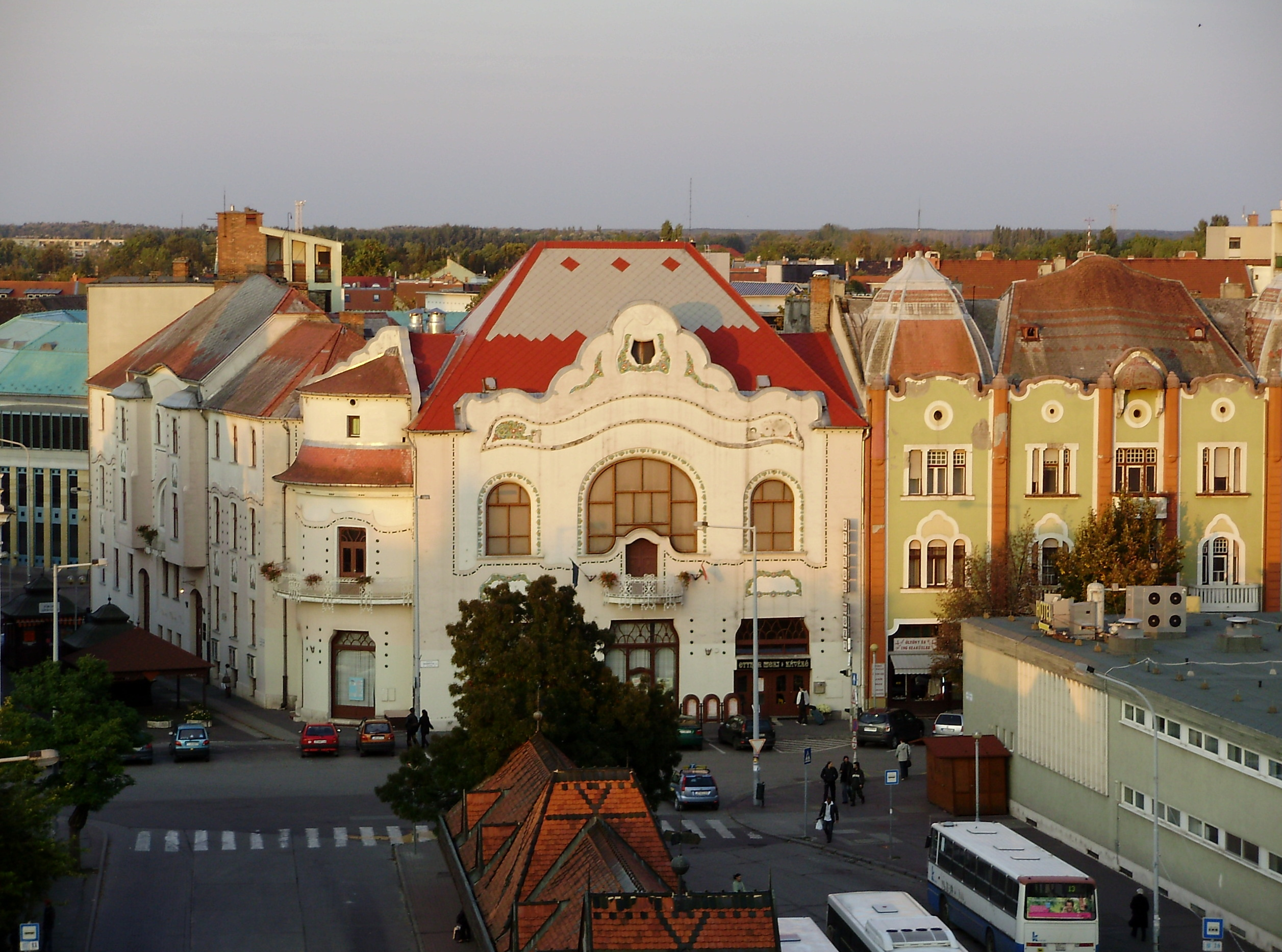
Kecskemét Ifjúsági (Iparos) Otthon 1904–1907
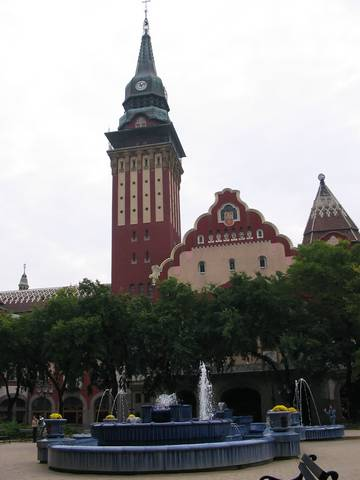
Szabadka. Városháza. 1908–1910
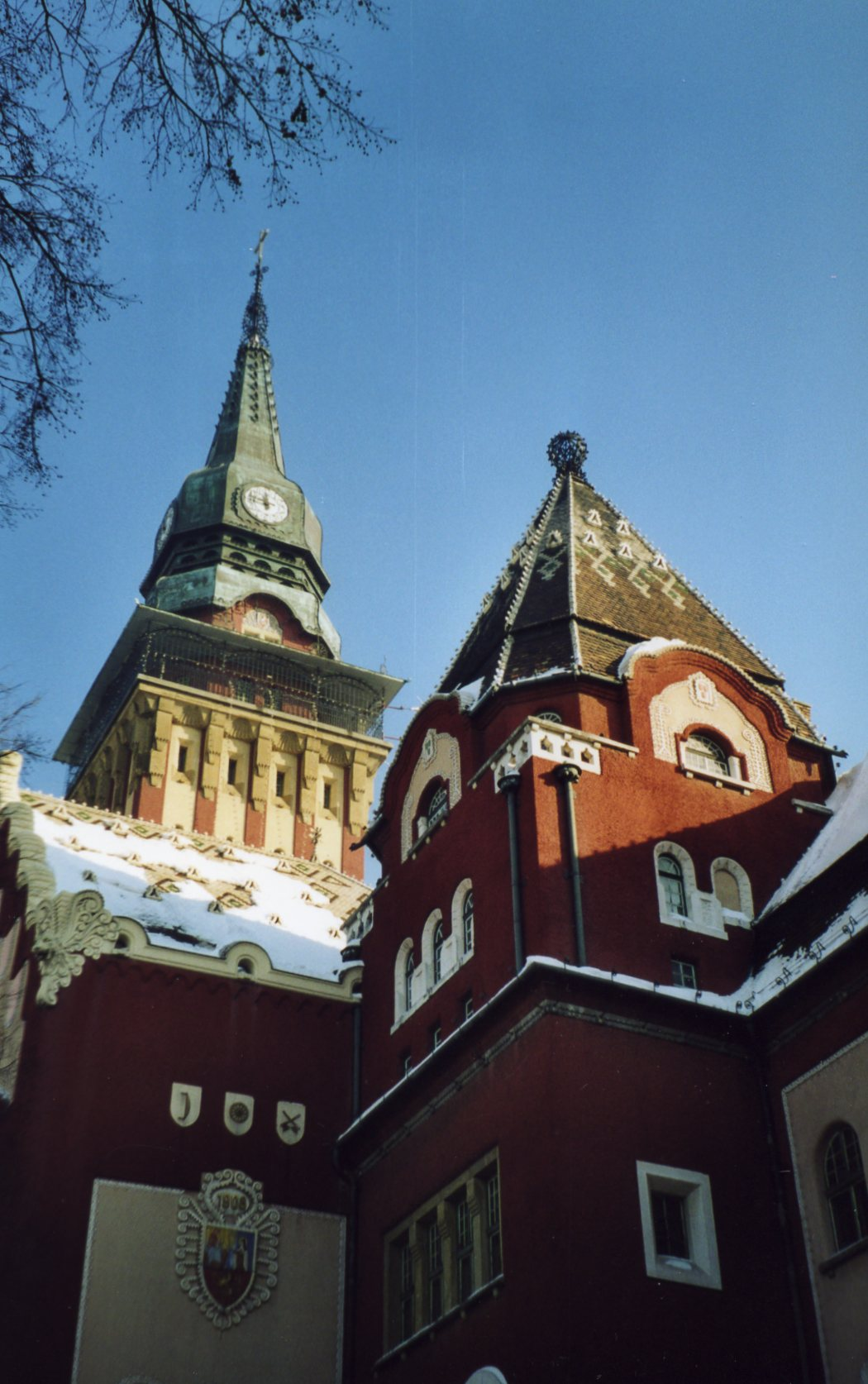
Szabadka. Városháza részlet
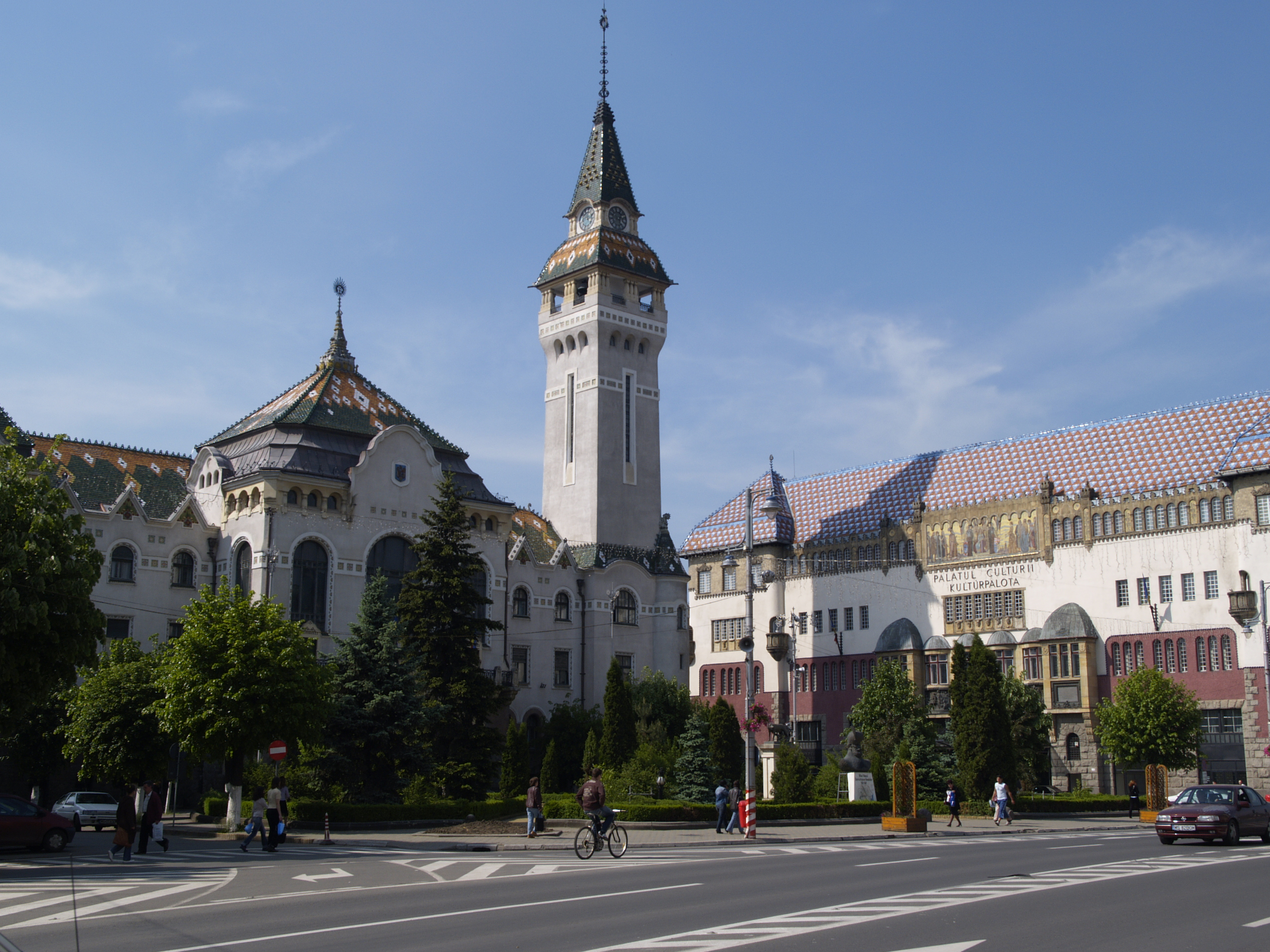
Marosvásárhely. Közigazgatási Palota. 1906–1907
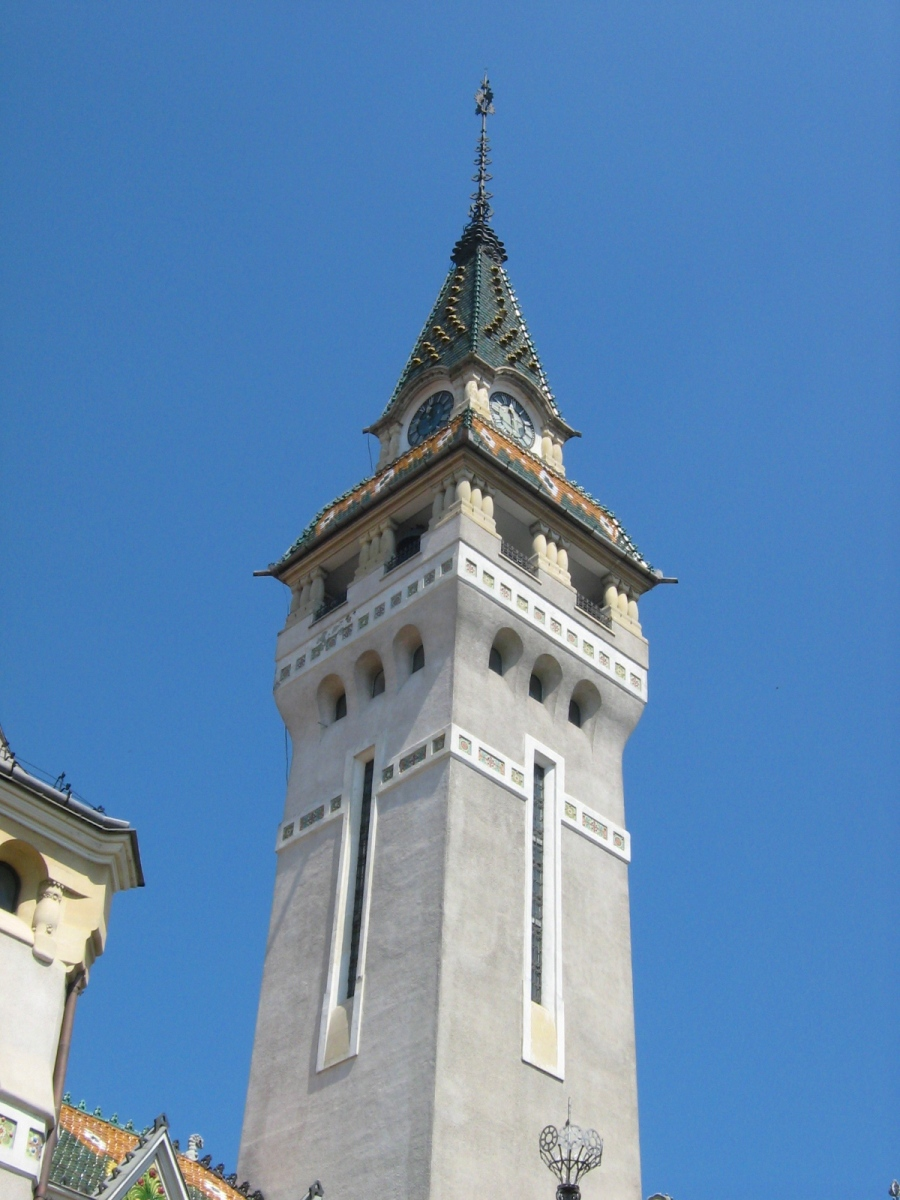
Marosvásárhelyi Közigazgatási Palota tornya.
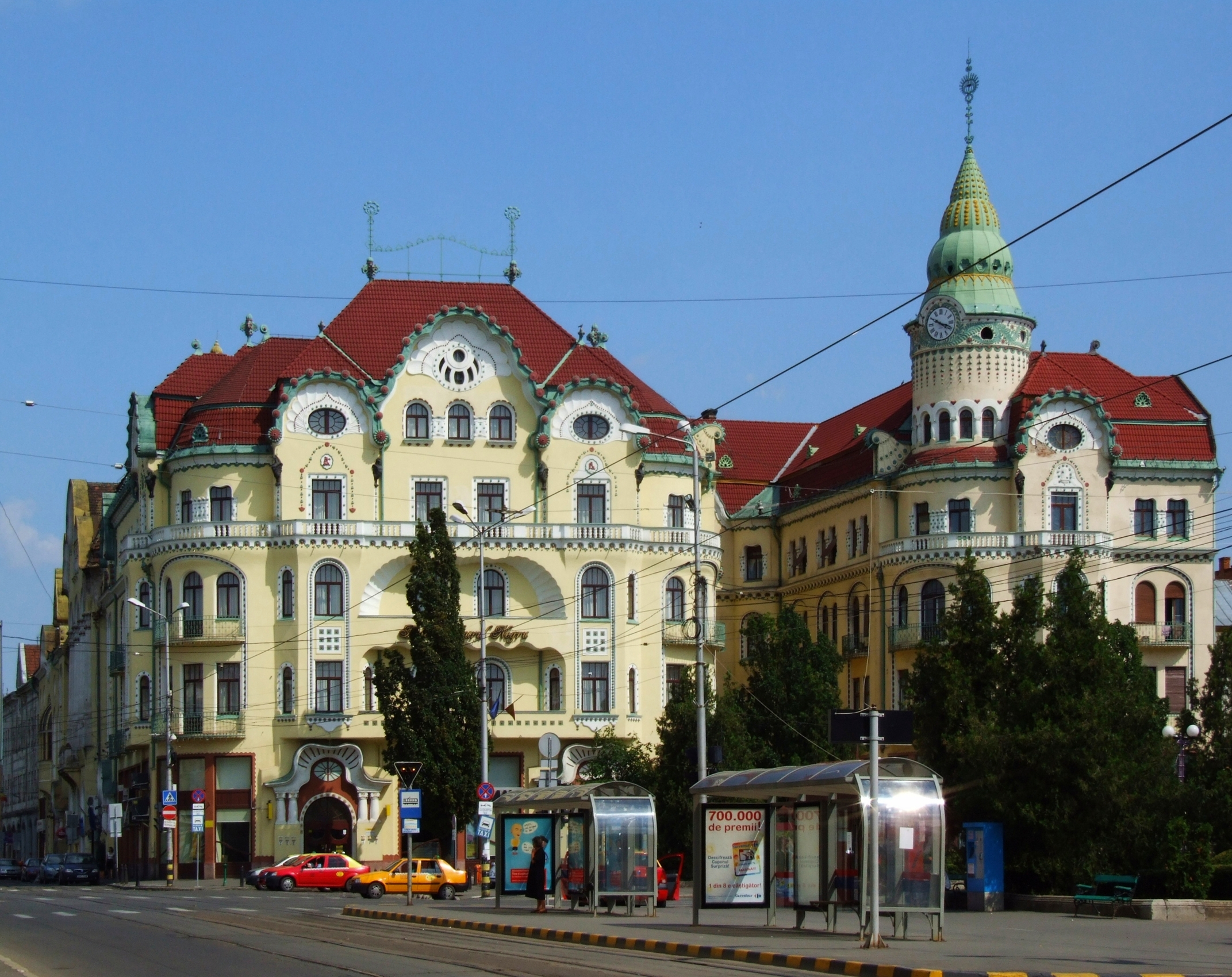
Nagyvárad. Fekete Sas palota 1907–1908
Nagyvárad. Fekete Sas palota. Átjáró részlete
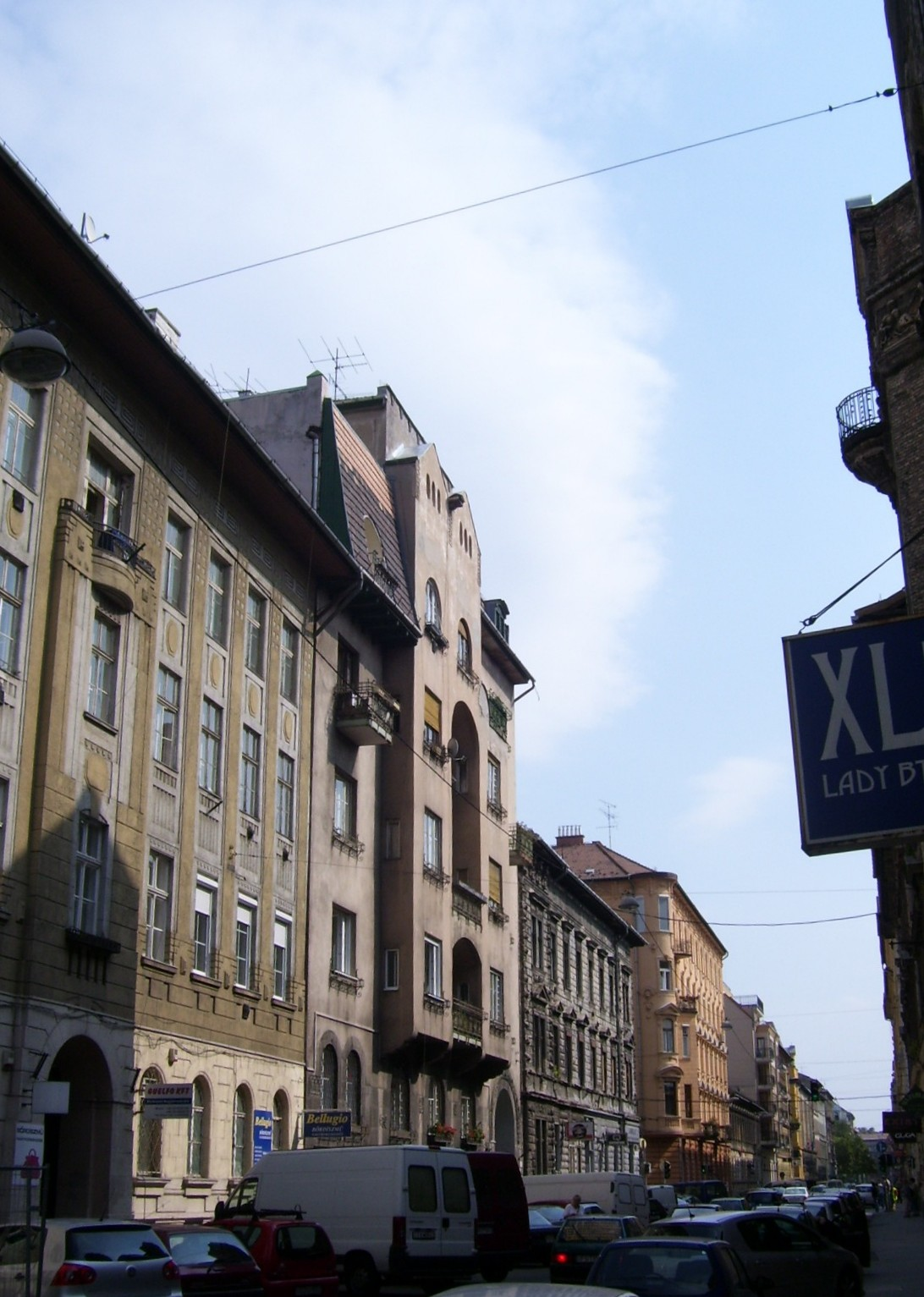
Budapest, VI. Színyei M. u. 21. Lefèvre-ház 1909–1910
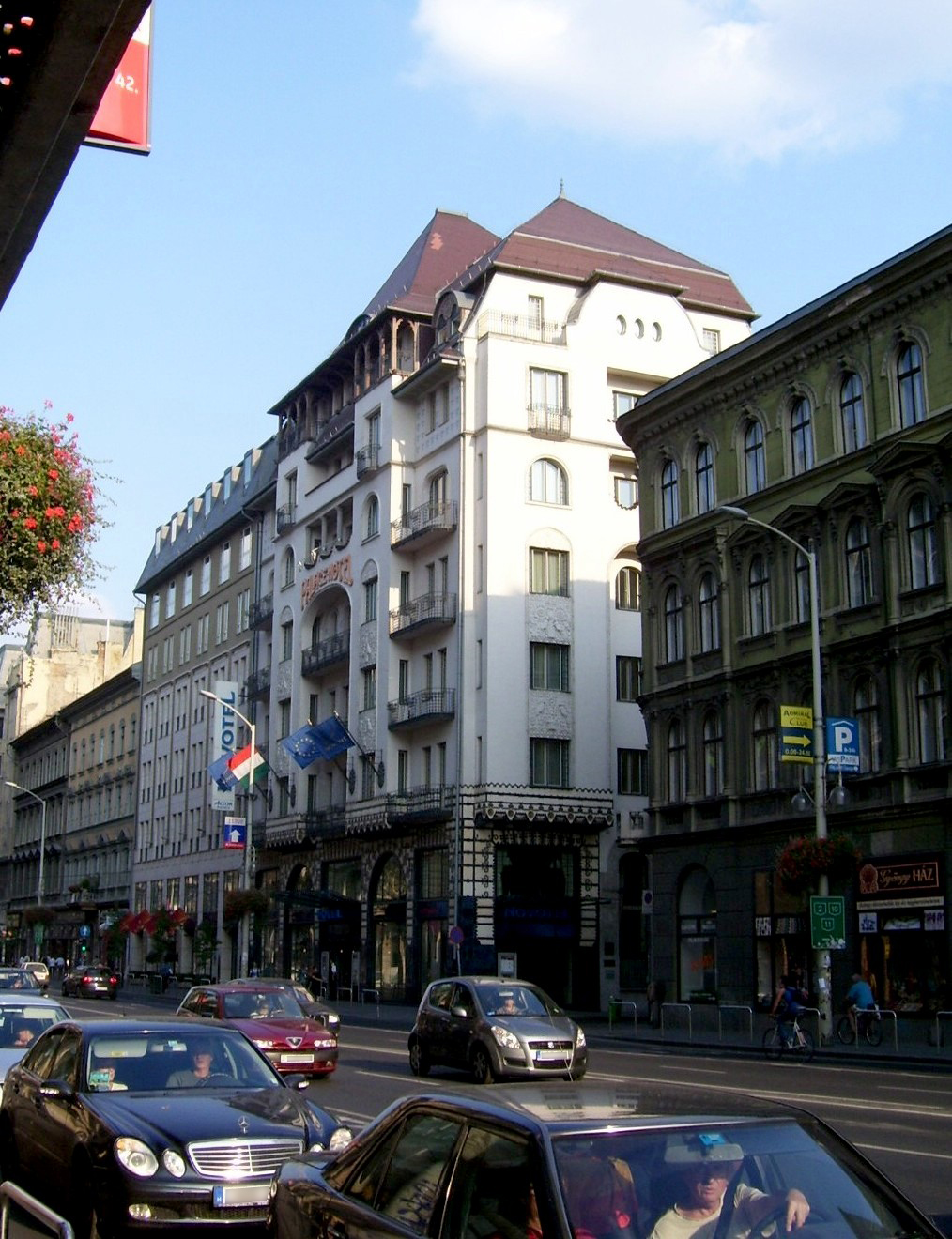
Budapest, VIII. Rákóczi út 43. Hotel Palace 1910
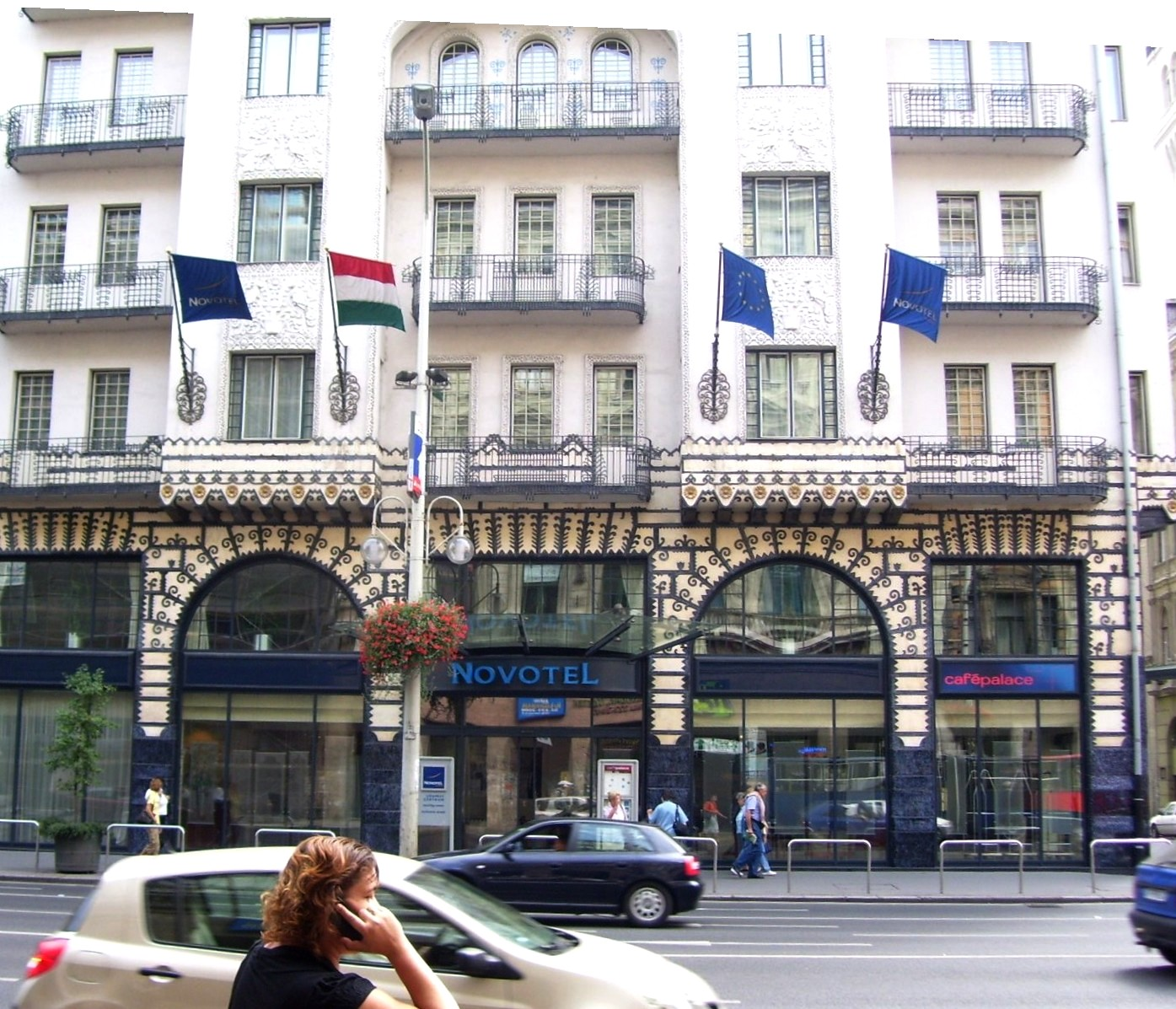
Budapest, VIII. Rákóczi út 43. Hotel Palace részlet
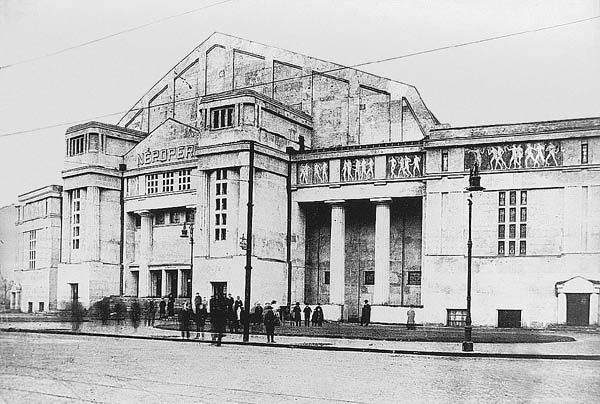
Népopera (Erkel színház) 1911
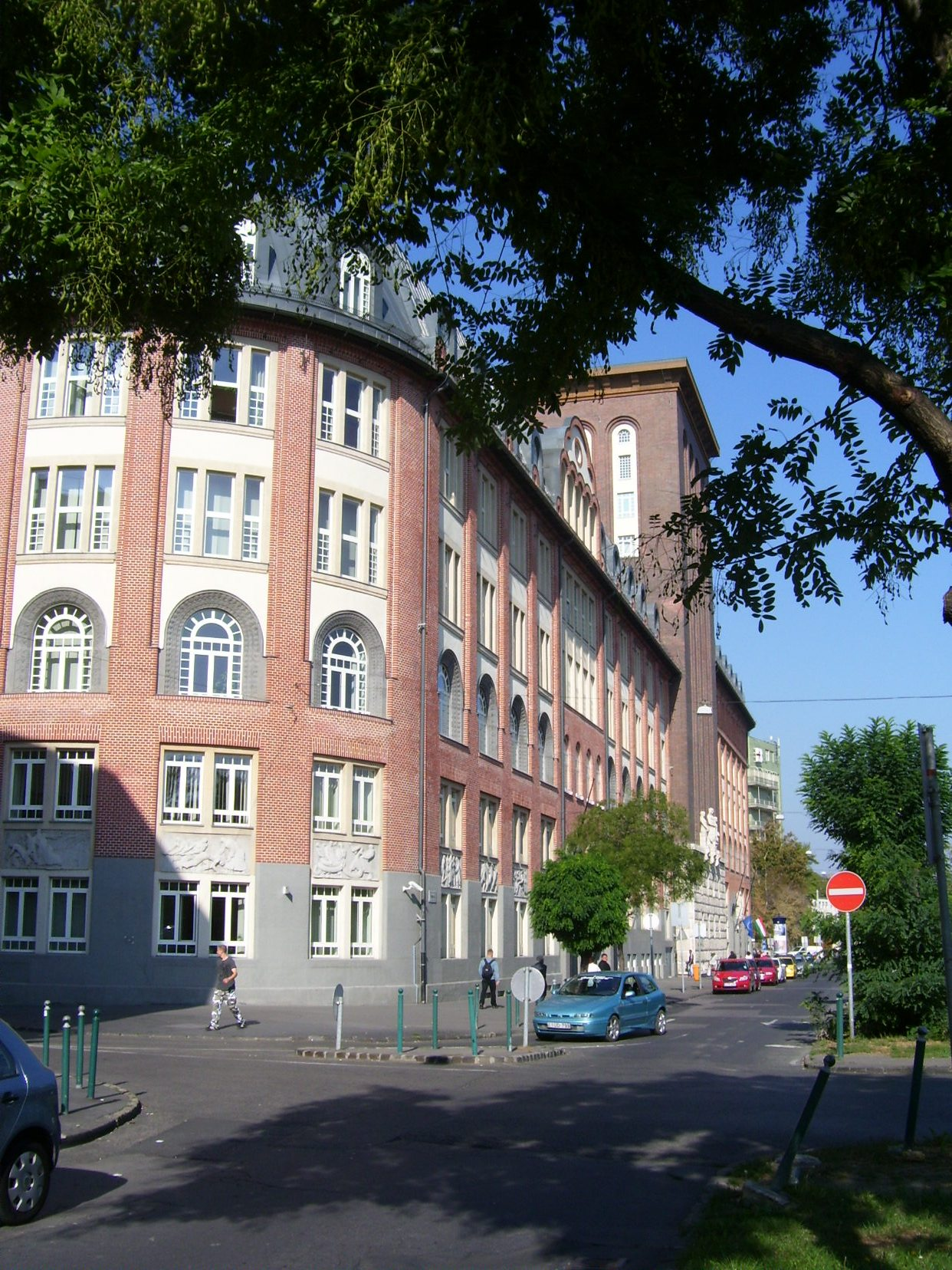
Fiumei úti OTI székház 2009-ben
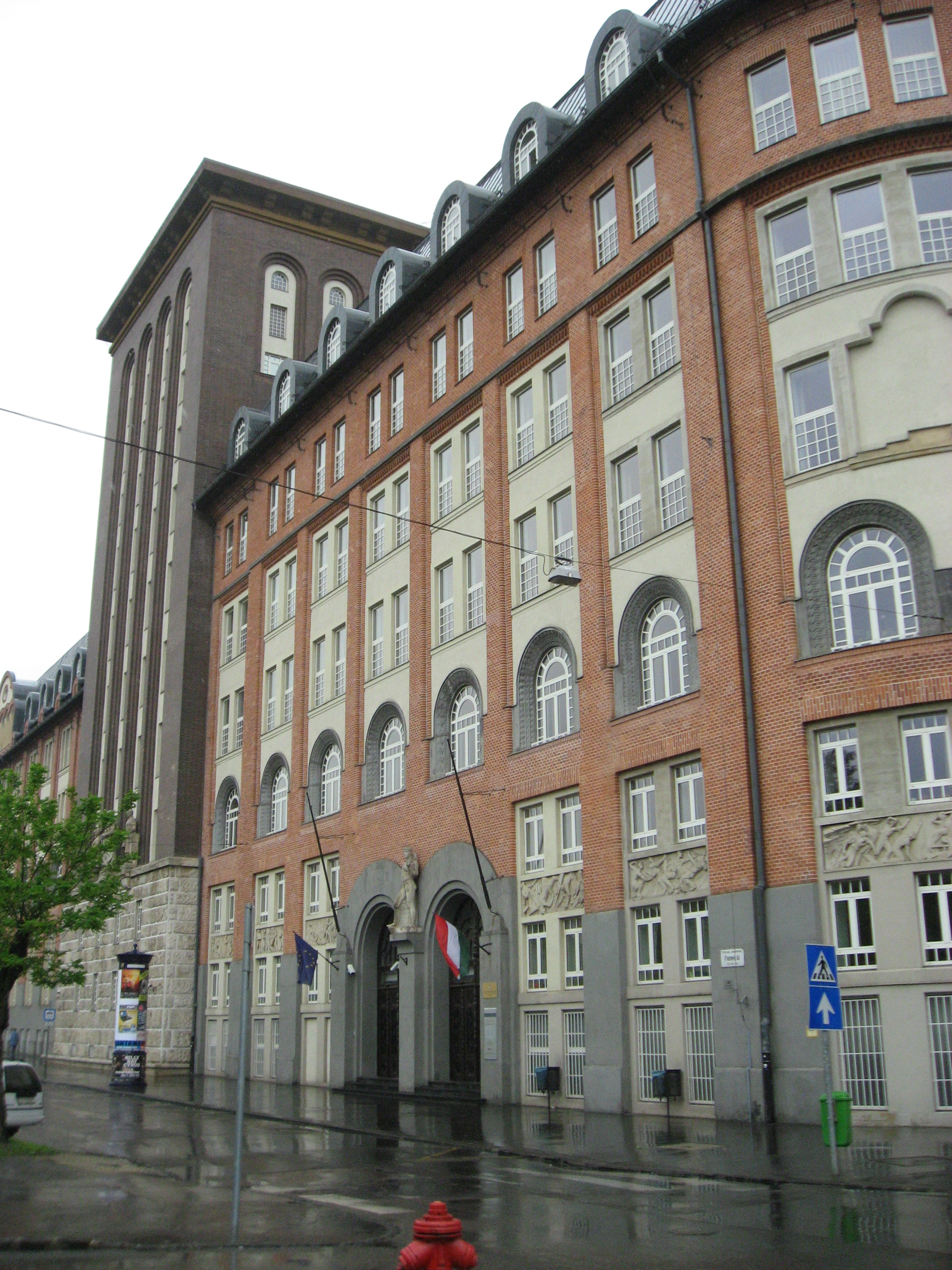
Fiumei úti OTI székház

## Emlékezete
- Komor Marcell emléktábla egykori lakóhelyén, Budapest, II. Keleti Károly utca 31/a sz. alatt
- Budapest IX. kerületében utcát neveztek el róla (itt van a Művészetek Palotája).
- 2004. szept. 1. Szabadkán a Városháza melletti parkban Komor Marcellnak és Jakab Dezsőnek állított emléket a hálás utókor. A két szobor egymás mellett áll.
- Komorok – dokumentumfilm a Komor családról (rendezte: Sipos András, forgatókönyvíró, szereplő: Bächer Iván, Duna Televízió, 2006)